# Tanya Wexler
Pour les articles homonymes, voir Wexler.
Tanya Wexler (née le 6 août 1970 à Chicago) est une réalisatrice américaine. Elle est particulièrement connue pour son film Oh My God! sorti en 2011.

## Filmographie
- 1998 : Finding North
- 2001 : Ball in the House
- 2011 : Oh My God! (Hysteria)
- 2019 : L'arnaqueuse (en) (Buffaloed)
- 2020 : Jolt
- 2022 : Plan de carrière (Partner Track)
- à venir : Girl With No Name[1]

## Distinctions
- Meilleur film pour Ball in the House au Washington DC Independent Film Festival[2].